# Austrotrophon catalinensis
Austrotrophon catalinensis is een slakkensoort uit de familie van de Muricidae. De wetenschappelijke naam van de soort is voor het eerst geldig gepubliceerd in 1927 door Oldroyd.